# Страхов, Пётр Сергеевич
Пётр Сергеевич Страхов (1869—1934) — профессор Петровской сельскохозяйственной академии.

## Биография
Происходил из дворян Московской губернии. Родился в 1869 году.
В 1892 году окончил инженерно-механического отделение Московского технического училища со званием инженера-механика и с 1893 года стал преподавать в училище проектирование по строительному искусству. С сентября 1897 года он занимал также должность адъюнкт-профессора на кафедре строительного искусства Московского сельскохозяйственного института. С осени 1899 года до сентября 1909 года в московском техническом училище он преподавал прикладную механику, сопротивление материалов, механическую технологию и черчение.
С октября 1912 года до июля 1913 года П. С. Страхов состоял сверхштатным экстраординарным профессором Московского коммерческого института.
Для «Энциклопедического словаря Брокгауза и Ефрона» им были написаны две большие статьи Хранение сельско-хозяйственных продуктов и Экономические постройки. В 1927—1934 годах принимал участие в составлении «Технической энциклопедии» в 26-и томах под редакцией Л. К. Мартенса, автор статей по тематике «сельское строительство».
Умер в 1934 году. Похоронен на Введенском кладбище (уч. 20).